# Thomas Hall (TV-chef)
Thomas Hall är en svensk TV-chef.
Hall hade under fyra år olika tjänster vid TV-kanalen K-World, men kom sedermera till Sveriges Television för att bli projektledare för Melodifestivalen 2003-2005.
Han lämnade SVT för att bli ny programchef för TV8 den 1 november 2005. Han arbetade där fram till juni 2009.
I augusti 2009 återvände Hall till SVT för att bli projektledare för Melodifestivalen. Den 1 september 2011 tillträdde han en ny tjänst som evenemangschef inom allmän-TV. År 2013 blev han programchef för underhållning. Från den 1 oktober 2019 är Hall tillförordnad programdirektör för hela SVT, med ansvar för alla program utöver, nyheter, sport och samhälle i väntan på att en permanent programdirektör ska rekryteras.